# Miriam Braude
Miriam Braude (ur. 6 lipca 1910 we Lwowie, zm. 22 marca 2012 w Hajfie) – żydowska architektka, jedna z pierwszych kobiet absolwentek (1933) Wydziału Architektury Technische Hochschule der Freien Stadt Danzig (dziś Politechnika Gdańska) w Wolnym Mieście Gdańsk.  

## Życiorys
Przyszła na świat w rodzinie wykształconych i wpływowych Żydów z Galicji. Ojciec, Markus Braude (1869–1949), skończył studia filozoficzne i rabinackie w Berlinie. Od 1901 był rabinem w Stanisławowie, od 1909 w Łodzi. Był jednym z liderów syjonizmu na ziemiach polskich i organizatorem szkół hebrajsko-polskich w Łodzi. Jego żona Natalia Braude mieszkała we Lwowie u rodziców, Karola i Marii Buberów, właścicieli ziemskich. Tam urodziła się Miriam. Matka przeprowadziła się z córką do Łodzi. Miriam miała dwóch braci: Elję Salomona (ur. 1911) i Rafaela (ur. 1914). Miriam była siostrzenicą Martina Bubera.
Miriam rozpoczęła naukę w Gimnazjum Żeńskim Towarzystwa Żydowskich Szkół Średnich w Łodzi we wrześniu 1917. Dekadę później zdała egzamin dojrzałości typu humanistycznego, osiągając świetne wyniki z języka polskiego i niemieckiego oraz przedmiotów humanistycznych. Słabsze uzyskała z hebrajskiego i historii Żydów, a dostateczne z matematyki oraz fizyki wraz z chemią. 8 lutego 1928 rozpoczęła studia na Wydziale Architektury Technische Hochschule (obecnie Politechnika Gdańska). Należała do grona pierwszych nielicznych studentek tej uczelni. Uczęszczała na zajęcia prowadzone m.in. przez Otto Kloeppela i Alberta Carstena. Po pierwszym roku studiów wyjechała do Austrii na praktykę budowlaną. Naukę skończyła 25 kwietnia 1933, pomyślnie zdając egzaminy końcowe. Studia ukończyła z najwyższymi notami. W czasie studiów mieszkała we Wrzeszczu, wynajmując pokoje w kamienicach najpierw przy Hauptstraße (dziś al. Grunwaldzkiej 44), potem przy Neuschottland 13 (dziś ul. Wyspiańskiego).
27 maja 1933 wyjechała z Gdańska. Może wróciła do rodziców, którzy mieszkali w Łodzi przy ulicy Gdańskiej 46, a może pomagała ojcu w Palestynie przy budowie domu na górze Karmel przy ul. Brendeis. 
Wyszła za Davida Galevskiego, dyplomowanego inżyniera.
Zmarła w wieku 101 lat. Została pochowana na cmentarzu wojskowym w Hajfie.